# أزدرخت أثيوبي
أزدرخت أثيوبي (الاسم العلمي:Melia aethiopica) هو نوع غير مؤكد من النباتات يتبع جنس الأزدرخت من الفصيلة الأزدرختية.